# Overtonovo okno

Ilustrace Overtonova okna spolu se stupni přijetí podle Trevina.

Overtonovo okno je oblast myšlenek, které lze tolerovat ve veřejné diskusi. Termín vznikl podle autora této myšlenky Josepha P. Overtona, který tvrdil, že úspěšnost nápadu v politice závisí spíše na tom, zda spadá do okna, než na preferencích konkrétních politiků. Podle Overtonova popisu zahrnuje okno ideje považované v současnosti za politicky přijatelné a které může politik prosazovat, aniž by byl považován za příliš extrémního a mohl tak získat nebo udržet veřejný úřad.

## Shrnutí
Overton popsal spektrum myšlenek od „volnějších“ k „přísnějším“ podle míry vládních intervencí. Jeho spektrum se zobrazuje na svislé ose, aby se zabránilo srovnání s pravo-levým politickým spektrem. Politický komentátor Joshua Trevino popsal stupně přijetí nápadu jako:
- Nemyslitelné
- Radikální
- Přijatelné
- Rozumné
- Populární
- Zažité (obvyklé)

Overtonovo okno je způsobem, jak rozpoznat přijatelnost možných vládních politik. Zastánci politik mimo okno se snaží přesvědčit nebo vzdělávat veřejnost, aby se okno posunulo nebo rozšířilo jejich směrem. Zastánci současné politiky nebo jiných politik uvnitř okna se snaží přesvědčit lidi, že nápady mimo okno by měly být považovány za nepřijatelné.
Po Overtonově smrti se postup posunu okna pomocí záměrné propagace myšlenek mimo okno nebo na jeho okraji se záměrem udělat okrajové myšlenky přijatelné pomocí jejich srovnání s radikálnějšími dále zkoumal.